# 佐藤広太
佐藤 広太（さとう こうた、10月21日 - ）は日本の男性声優。新潟県出身。

## 人物
以前はメディアフォースに所属していた。
趣味は中国史、音楽鑑賞、散策。

## 出演作品

### テレビアニメ
2007年
- レ・ミゼラブル 少女コゼット（御者）

2008年
- 隠の王（風魔忍）
- ポルフィの長い旅（係員、運転手）
- ロビーとケロビー（候補ロボ、バスの運転手）

2009年
- ケロロ軍曹（ロボ）
- 涼宮ハルヒの憂鬱 (2009年版)（お面屋のおじさん）
- BLEACH（四十六室1）
- プリンセスラバー!（男A）

2010年
- 祝福のカンパネラ（露店主、おじさんB）
- 伝説の勇者の伝説
- 薄桜鬼（松本良順）
- ヨスガノソラ（瑛のおじ）

### OVA
2007年
- ストレイト・ジャケット（警官、管理者）

### ゲーム
2008年
- 薄桜鬼 〜新選組奇譚〜（松本良順）

2010年
- デザート・キングダム（ジェネラル・プッチ）

2013年
- デザート・キングダム ポータブル（ジェネラル・プッチ[2]）

### 吹き替え
- アフロ忍者
- インクレディブル
- インファナル・シティ/女捜査官サンドラ（リシャール）
- 救命医ハンク セレブ診療ファイル
- THE KING OF FIGHTERS（スコット）
- シティ・オン・ファイアー
- スーパーエージェント 美女奪還大作戦!!
- 推奴 〜チュノ〜
- ドルフ・ラングレン ザ・リベンジャー
- トワイライト・オブ・ブラッド（ダーウィン）
- 美女&野獣
- 魔術師 MERLIN
- メガ・シャークVSジャイアント・オクトパス（ディック）
- メガ・ピラニア
- ボクとマウミの物語
- クリスマスに雪は降るの？（プサン）
- CSI：8
- ＡＵＴＯＭＮ（カール）
- バイオウルフ（トミー）
- エコーズ2（ゲイリー）
- アドベンチャー・オブ・ジ・アース（スコージン）
- ブラック・ウィドウ（英語版）（マティ）
- ６＋ シックス・プラス（パイク）
- 特殊能力捜査官 ペインキラー・ジェーン（フリン）
- スレッシュホールド
- ルール・オブ・デス（ハリー）
- ショッカー（シード）
- NAKED マン・ハンティング
- セクシャリティ
- テキサスバイオレンス（ネス）
- リミット90（シャッキターノ）
- 特殊部隊S.V.R（ゴジラ）
- ザ・レジェンド（ヴラモット）
- キング・ソロモン（ネヴィル）
- ＪＩＧＳＡＷ　デストラップ（男司会者）
- マッハ！エンジェル（ガット）
- 女教師グロリア（クリスチャン）
- ワイルド・スティール（ゲイター）
- パトリオット・ミッション（チェン・モン）
- 野良犬たちの掟（ボーン）
- ブレイブ・レジェンド―伝説の勇士ベオウルフ―（船員）
- フリーウェイ（坊主少年）
- レミング（隣人）
- 墓地（エリック）
- ホワイトロスト（ランディ）
- グランドコントロール 乱気流（カーティス）
- 世界が静止する日 前編（バリー）
- 世界が静止する日 後編（クリスティー）

### CD
- ドリームクラブ ドラマCD vol.2（宅配便）